# Station Seaham
Seaham is een spoorwegstation van National Rail in Easington in Engeland. Het station is eigendom van Network Rail en wordt beheerd door Northern Rail.